# Ivo Vojnović

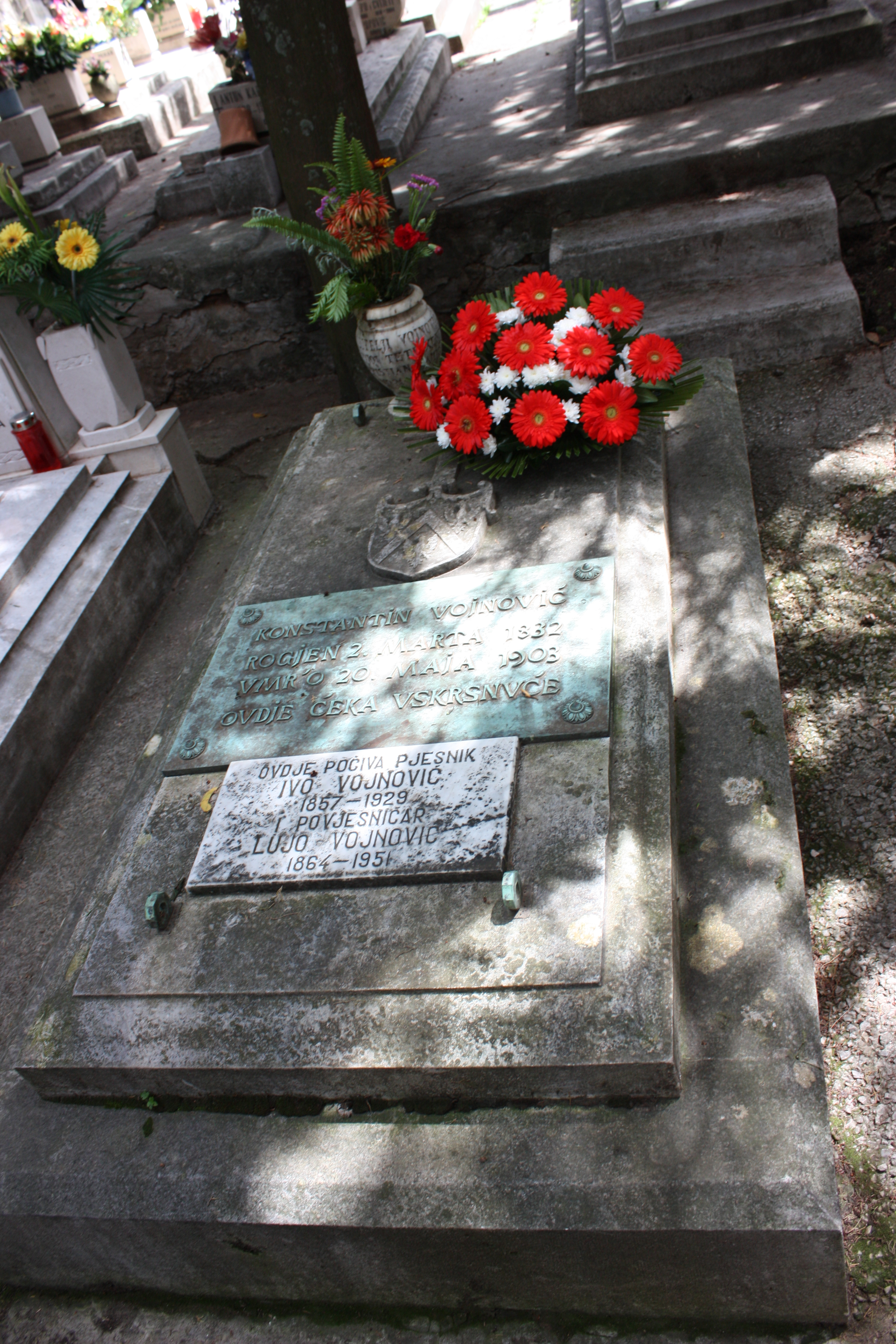
Ivo Vojnovićs grav i Dubrovnik.

Ivo Vojnović, född 9 oktober 1857 i Dubrovnik, död 30 augusti 1929 i Belgrad, var en kroatisk författare. Vojnović var den kroatiska modernismens ledande dramatiker. Han var bror till Lujo Vojnović.
Vojnović tjänstgjorde en tid på ön Brač och blev sedan regissör vid kroatiska nationalteatern i Zagreb. Han debuterade 1884 med novellsamlingen Perom i olovkom (Med penna och stift). Av hans övriga verk kan nämnas romanen Xanta (1886; svensk översättning av Alfred Jensen 1902), i vilken hans förkärlek för Dubrovnik kraftigt framträder, salongskomedin Psyche (1889) och det folkliga skådespelet Ekvinokcii (Höststormar; 1895), som i melodramatisk stil försöker skildra det ragusanska sjömanslivet. 
Vojnovićs främsta verk är Dubrovačka trilogija (Dubrovniktrilogin; 1902), som i dialogform innehåller stämningsbilder från den ragusanska republikens sista dagar från stadens besättande av fransmännen 1806 till det gamla adelsväldets utslocknande på 1830-talet. Han skrev även det till Venedig förlagda moderna dramat Gospotja sa suncokretom (Damen med solrosen; 1912), en demonisk äventyrerska, och vann stor popularitet genom sina historiska sagospel, Smrt majke Jugovića (Jugovićernas moders död; 1907) och Lazarevo voskresenje (Lasarus uppståndelse, 1913), båda i poetisk form behandlande det serbiska Kosovo-motivet och alltigenom byggda på den folkepiska traditionen enligt Vuk Karadžićs folkvisor.